# فوسثياتين
فوسثياتين (الصيغة الكيميائية: C6H12NO3PS2) هو مركب كيميائي يستخدم في المبيدات الحشرية و‌مبيدات الديدان الأسطوانيّة.